# Erőmérő cella
Az erőmérő cella egy olyan érzékelő, melynek a kimenő elektromos jele egyenesen arányos az általa mért erővel. Működési elvében, felépítésében hasonló érzékelő az mérlegcella, mely esetén az kimenő elektromos jel a mért tömeggel arányos. Általában a mérlegcellát és az erőmérő cellát az különbözteti meg, hogy a mérlegcella kg (kilogramm) vagy t (tonna) skálázású, míg az erőmérő cella N (newton) vagy kN skálázású. A mérlegcellák és erőmérő cellák számtalan különböző mérési elven működhetnek, lehetnek nyúlásmérő bélyegesek vagy piezoelektromosak.

## Nyúlásmérő bélyegeserőmérő cellák

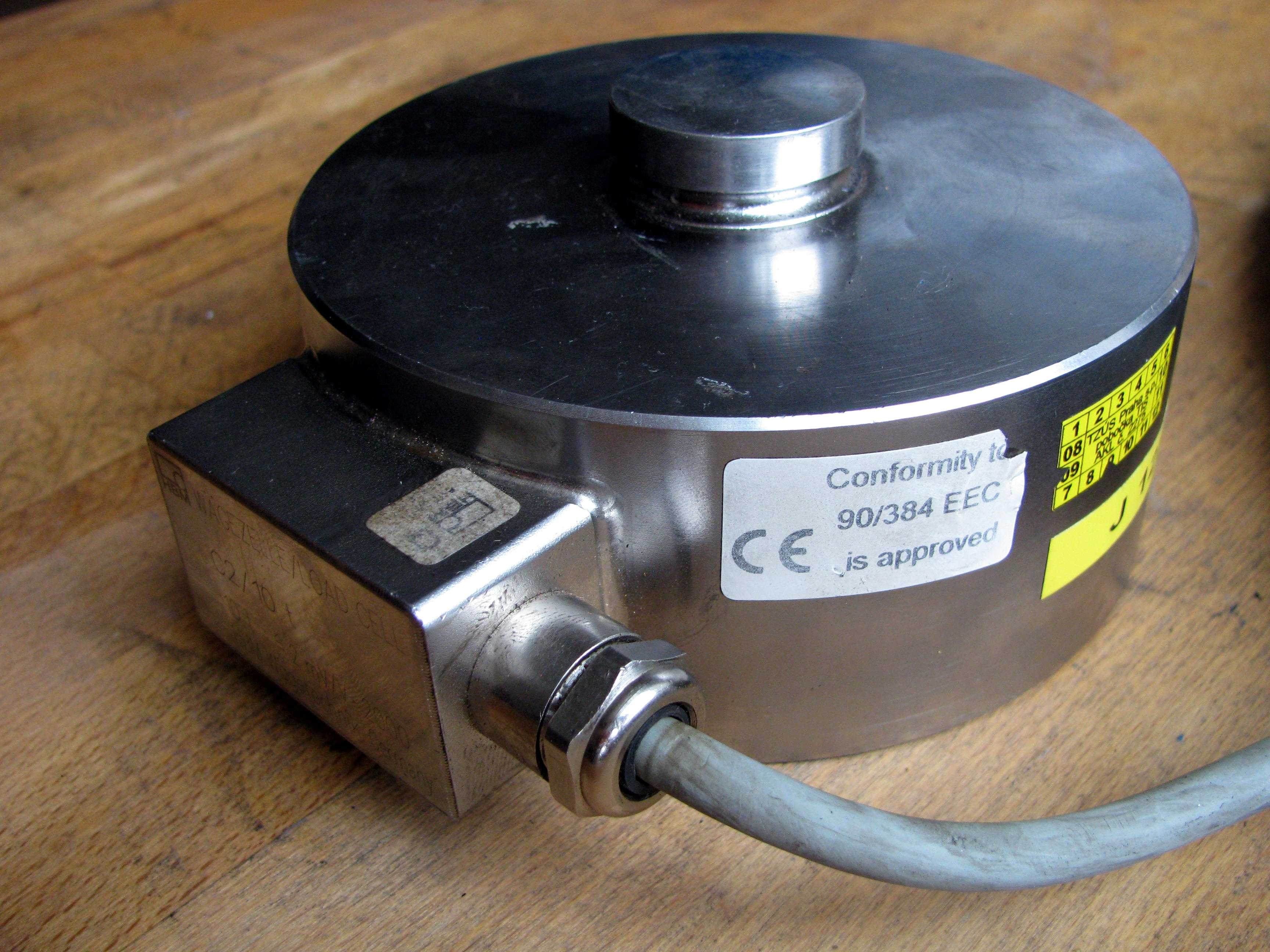
Nyomócella

A nyúlásmérő bélyeges erőmérő cellák a legelterjedtebbek az iparban. Ezek a cellák nagy merevségűek, a sajátfrekvenciájuk magas frekvenciatartományban van, alkalmasak statikus és dinamikus mérésre is és általában hosszú élettartamúak. A cellák mérési elve, hogy ha a cellatest alakváltozást szenved el, akkor vele együtt deformálódik a benne lévő nyúlásmérő bélyeg(ek) is, miközben megváltozik az abban lévő vezető ellenállása. Különböző terhelések hatására különböző ellenállás változást lehet mérni, ilyen módon skálázható, kalibrálható a cella.
Az erőmérő cellák általában több (legalább 4) nyúlásmérő bélyeget alkalmaznak, azokat teljes Wheatstone-hídba kötve. Ettől eltérően előfordulhat még 1 bélyeget tartalmazó (negyedhídba kötött), illetve 2 bélyeget tartalmazó (félhídba kötött) cella is. A bélyegek száma, elhelyezkedése és bekötése döntően befolyásolja a cella érzékenységét, a mérés pontosságát, az érzékenységét a hőmérséklet-változására. A kimenő elektromos jel tipikusan pár mV (millivolt), így a legtöbb esetben erősíteni kell a jelet, mérőerősítő szükséges a használatához. A kimenő elektromos jel erőre vagy tömegre (ekkor mérlegcellának hívjuk) skálázható.

### A cellatest kialakítása

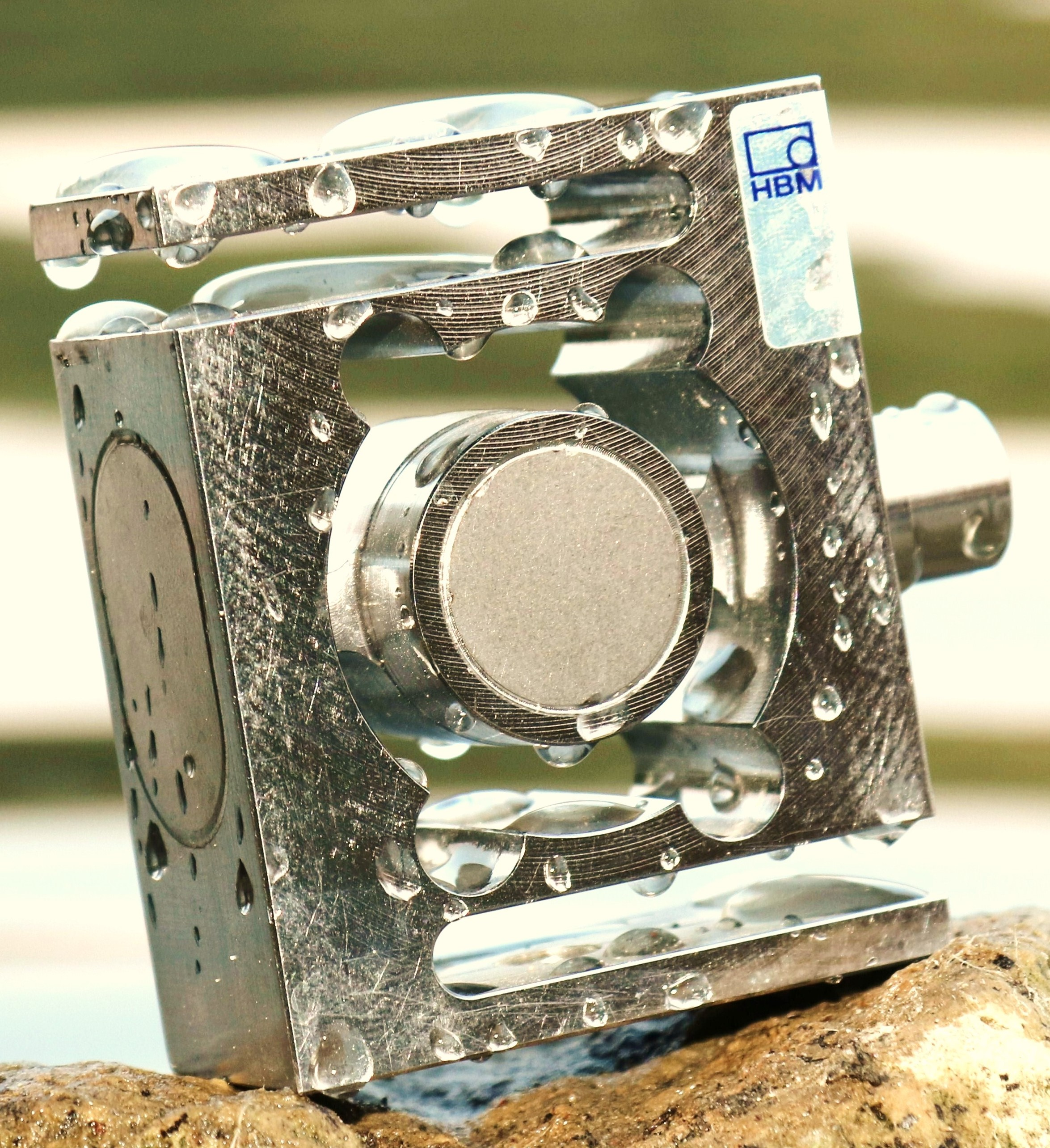
S-cella

Több különböző kialakítású cellatest terjedt el:
- Nyomócella: hengeres vagy hasáb alakú, csak tengely irányú nyomó terhelés felvételére alkalmas cella.
- Húzó-nyomó cella: hengeres vagy hasáb alakú, csak tengely irányú húzó vagy nyomó terhelés felvételére alkalmas cella.
- S-cella: S alakú állított hasáb, a húzó-nyomó cellák egyik változata.
- Erőmérő gyűrű: alátét alakú erőmérő cella.
- Többkomponensű erőmérő cella: a cellatest henger alakú, a főiránya a henger tengelye, de a főirányú terhelésen (Fz) kívül alkalmas a keresztirányú terhelések mérésére is (Fx és Fy, egymásra merőleges irányok).

### Híd tápfeszültség és névleges kimenet
A nyúlásmérő bélyeges erőmérő cellának tápfeszültségre van szüksége, amit a nyúlásmérő bélyeghez hasonlóan hídgerjesztésnek vagy híd tápfeszültségnek is hívnak. Ez általában 10 V, de gyakorlatilag 0 és 20 V között lehetséges, az adott cella specifikációjának megfelelően. A kimeneti jel - a terhelésen kívül - arányos tápfeszültséggel is. A cellák névleges kimenetét feszültségarányban szokták megadni, mV/V mértékegységgel, mely a névleges terhelésre vonatkozik. Ha például a cella méréstartománya 100 N és a névleges kimenete 2 mV/V, akkor 1 V tápfeszültség és 100 N terhelés mellett 2 mV-ot mérünk; ugyanakkor 10 V tápfeszültség mellett 20 mV-ot. Ez arra sarkallhatja a felhasználót, hogy nagyobb tápfeszültséget válasszon, de ez egy határon túl nem lehetséges, ugyanis a nyúlásmérő bélyeg nagyobb feszültség hatására felmelegszik, ami meghamisítja a mérést.
A tipikus névleges kimeneti jel 1 és 3 mV/V közötti. A tipikus maximális híd tápfeszültség 15 V.

### Vezeték bekötés

Wheatstone-híd 4 vezetékes bekötéssel

A teljes hidas cellák egyik lehetséges bekötése a 4 vezetékes bekötés. Ekkor a Wheatstone-híd két szemközti pontja a híd tápfeszültség (bekötési rajzokon alsó és felső pont, jelölésük Ex+ és Ex- vagy E+ és E-, magyarul Táp + és Táp -), a másik két szemközti pontja a mért jel (bekötési rajzokon bal és jobb pont, S+ és S- vagy Meas+ és Meas-, magyarul Mérő jel + és Mérő jel -). Ideális esetben nulla terhelésre S+ és S- között 0 mV a mért jel, ezt hívják kiegyenlített hídnak. Terhelés hatására a mért jel arányosan nő a terheléssel.
A másik lehetséges bekötés a 6 vezetékes bekötés. Ekkor két további vezetéket kötnek be, ezeket "sense", érzékelő vagy kompenzáló vezetékeknek hívják (bekötési rajzon a jelölésük Sens+ és Sens− vagy RS+ és RS-, magyarul Kompenzáló vezeték + és Kompenzáló vezeték -), és a híd tápfeszültség pozitív és negatív pontjaihoz kötik őket, párhuzamosan az Ex+ és Ex- vezetékekkel. Az ilyen bekötés képes kompenzálni a vezetékek ellenállás-változását, ami a hőmérséklet-változás hatására következhet be.
A vezetékek a legtöbb esetben színkódolásúak, de nincs igazán egységes színkód, a legtöbb gyártó saját kódolást használ. Egy lehetséges színkódolás: S+ fehér, S- piros, Ex+ kék, Ex- fekete, Sens+ zöld és Sens- szürke.
A teljes hídban lévő egyes ellenállások jellemzően 350 ohmosak, de néhány más tipikus érték is elterjedt, ilyen a 120 ohm és az 1000 ohm. A cellák adatlapja mindig tartalmazza, hogy hány vezetékes bekötésű a cella, és mekkora a bemenő és kimenő névleges ellenállása.
A híd jellemzően elektromosan izolált a cellatesttől. A cellatestben a nyúlásmérő bélyegek általában egymáshoz közel helyezkednek el, hogy a hőmérsékletük megegyezzen, ne legyen jelentős hatása a hőmérséklet-eltérésnek.

## Piezoelektromos cellák
A piezoelektromos cellák a nyúlásmérő bélyeges cellákhoz hasonlóan a terhelés hatására keletkező deformációt használják ki. A mérőelem egy piezoelektromos kerámia vagy kristály, melynek a felületén nyomás hatására töltésmennyiség keletkezik. A keletkező töltésmennyiség arányos a terheléssel. Nagyságrendileg néhány pC (pikocoulomb) töltésmennyiség keletkezik 1 N terhelésre.
Régebben az ilyen típusú cellákat csak dinamikus mérésekhez használták, ugyanis a töltésmennyiség csak a dinamikus terhelés hatására keletkezik, de ma már a hozzájuk kapcsolt vagy beépített töltéserősítőkkel alkalmasak kvázi-statikus és dinamikus mérésekre egyaránt, bár hosszútávú statikus mérésekre nem ajánlott.
További előnye a töltéserősítőhöz kapcsolt celláknak, hogy széles mérési tartományban használhatók, legtöbbször jól skálázhatók, alacsony a jel-zaj arányuk. Előnye még a piezoelektromos celláknak a kis méret, az extrém nagy merevség, a magas a sajátfrekvencia. A legnagyobb hátrányuk, hogy a nyúlásmérő bélyeges cellákhoz viszonyítva rosszabb a pontosságuk. Figyelembe kell venni azt is, hogy a piezoelektromos cellák csak nyomó irányú terhelés tudnak mérni, ugyanis csak nyomás hatására keletkezik töltés a piezoelektromos kerámia vagy kristály felületén.
Az ilyen cellák tipikus felhasználási területe az erőmérés, dinamikusan változó nagy (nyomó irányú) terhelésnél; illetve ha kis helyen kell nagy erőt mérni és a pontosság nem elsődleges.

## Felhasználási területek
Az erőmérő cellák tipikus felhasználásai területei a kutatás-fejlesztési laboratóriumok, tesztberendezések, az gyártásközi- és gyártásvégi tesztpadok, a gyártógépek, présüzemek, gépállapot felügyeleti rendszerek, infrastruktúra felügyeleti rendszerek.

### Szabványok
- ASTM E4 - Practices for Force Verification of Testing Machines
- ASTM E74 - Practice for Calibration of Force Measuring Instruments for Verifying the Force Indication of Testing Machines
- NTEP - National Conference on Weights and Measures (Certificate of Conformance)